# Industrie laitière
 (février 2016).
L'industrie laitière est l'industrie agroalimentaire qui achète le lait cru réfrigéré (principalement de vache mais aussi de brebis et de chèvre) aux éleveurs pour le transformer en produits laitiers (lait standardisé, yaourt, beurre, etc) ou des sous-produits (poudre de lait). Les procédés industriels de traitement du lait incluent quasi-systématiquement la normalisation. En 2010, l'industrie laitière est la deuxième industrie agroalimentaire en France quant au chiffre d'affaires, juste derrière l'industrie de la viande. En 2007, le plus grand groupe laitier quant aux ventes annuelles mondiales en 2006 est Nestlé, avec 18,6 milliards de dollars. Il est suivi de Lactalis et de Danone avec respectivement 10,4 et 10 milliards de dollars.

## Histoire
- En 1862, l'Américain Colvin invente une machine à traire.
- Gustaf de Laval développe l'écrémeuse centrifuge en 1878, ainsi qu'une machine à traire, après 1910.
- Jules Viette fonde l'ENIL, l'École Nationale d'Industrie Laitière des biotechnologies et de l'eau de Mamirolle.
- Au Canada, en 1893, est inaugurée sous le gouvernement Louis-Olivier Taillon, la première École de laiterie à Saint-Hyacinthe (incendiée le 28 novembre 1984)[2].
- En France, en 1925, est effectué le premier contrôle laitier.
- En 1943, création de l'emballage de forme tétraédrique « Le berlingot » de Tetra Pak, puis à partir des années 1960 « La brique ».
- En 1981 en France, le secteur agricole de l'élevage laitier est en crise. Cette situation est le résultat d'une transformation de l'agriculture de subsistance en agriculture industrielle[3].

## Production

### Les produits de l'industrie laitière
Le lait est la base de nombreux produits laitiers, comme le beurre, le fromage de différents types de lait ou les yaourts, zho... Certains produits de lait transformés sont utilisés dans les industries agroalimentaire, chimique et pharmaceutique : lait concentré, lait en poudre, caséine ou lactose. Le lait de vache et le petit lait servent aussi dans l’alimentation animale. Le lait est composé principalement d'eau, de matière grasse, de protéines et de calcium. En France, 85 % du lait est consommé une fois transformé sous forme de beurre, fromage et fromage de lactosérum ou crème.

### Les chiffres de l'industrie laitière

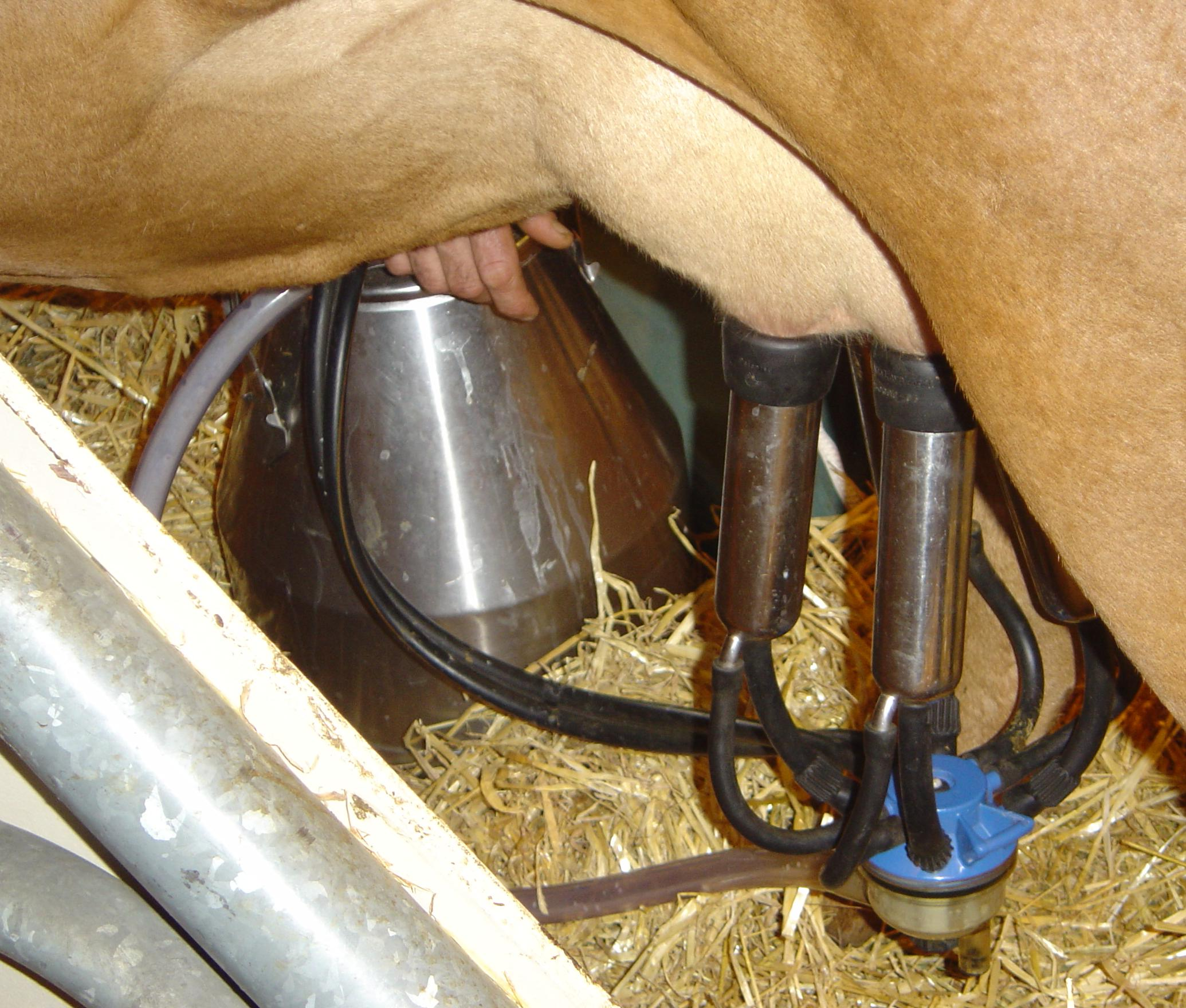
Traite mécanique d'une vache

La production mondiale de lait s'est élevée en 2007 à 679 millions de tonnes, et à 25 millions de tonnes en France. Elle se répartit ainsi :
|                   | France   | % France | Monde     | % monde |
| Lait de brebis    | 264      | 1,0 %    | 904,9     | 0,1 %   |
| Lait de chèvre    | 579      | 2,3 %    | 15 126,8  | 2,2 %   |
| Lait de vache     | 24 373,7 | 96,7 %   | 566 850,2 | 83,5 %  |
| Lait de bufflonne | n/a      | n/a      | 86 574,5  | 12,8 %  |
| Lait de chamelle  | n/a      | n/a      | 1 611,5   | 0,2 %   |
| Total             | 25 216,7 |          | 679 206,9 |         |

## Réglementation
La récolte du lait animal pour l'alimentation est soumise à des quotas pour raison de surproduction dans de nombreux pays :
- Quota laitier au Canada
- Quota laitier en Europe

Les quotas laitiers imposés aux agriculteurs n'ont plus cours en France depuis début 2016. Ce sont les laiteries qui gèrent un quota à ne pas dépasser, elles peuvent choisir les agriculteurs qu'elles collectent.

## Procédés de fabrication

### Traitement thermique et filtration
Bien que le lait sort de la mamelle sous forme quasi-stérile, il est souvent ensemencé par des germes bons et mauvais provenant du matériel de traite, de l'état sanitaire de trayons de l'animal. Si certains d'entre eux peuvent s'avérer bénéfiques à l'organisme humain, d'autres sont pathogènes lorsqu'ils prolifèrent, notamment. Dans le secteur laitier (fermiers, artisans, industriels), deux méthodes très différentes existent permettant de maîtriser l'état sanitaire des produits laitiers : l'équilibre bactériologique laissant le lait intacte ou l'éradication partielle ou totale des bactéries par stérilisation, pasteurisation, thermisation, microfiltration.
Pour distribuer les produits à base de lait, les industriels de ce secteur doivent donc maîtriser leur état sanitaire, mais aussi, les adapter à leur choix de distribution :
- interdiction législative du lait cru (dans certains pays) ;
- exportations ;
- longue conservation du lait (notions de rentabilité, praticité) ;
- récupération des matières grasses excédentaires permise par la normalisation (notions de rentabilité) ;
- coût de revient de la transformation (notions de rentabilité).

Pour ces raisons, ceux-ci font le choix de l’éradication partielle ou totale des bactéries.
Cependant, des transformations laitières basées sur l'équilibre bactériologique (lait cru) et protégées par un cahier des charges (AOP, IGP) sont également produites par l'industrie laitière (roquefort par exemple). Le cahier des charges de l'AOP Roquefort interdit la pasteurisation du lait. Les cahiers de charges interdisant la pasteurisation du lait sont exceptionnels en France. Dans le cas du St-Nectaire la pasteurisation est autorisée, les fromages industriels porteront la dénomination « fromage laitier » alors que les fromages au lait cru sont exclusivement produits par les fermier et portent la mention fromages fermiers. Certaines usine laitières privées collectent les fromages fabriqués dans les fermes (en blanc : c'est-à-dire quelques jours après la fabrication), pour les affiner dans leurs propres locaux. Ils portent cependant la mention « fromage fermier ».
L'industrie laitière fabrique presque exclusivement des produits traité thermiquement ou micro filtrés :
- Lait thermisé : La thermisation est un léger chauffage que subit le lait (de 45 °C pendant 30 minutes à 72 °C pendant 1 seconde). Destruction de certains germes. Plutôt utilisé par les petites structures ou les artisans.
- Lait pasteurisé : C’est un traitement thermique du lait (63 °C pendant 30 minutes ou 72 °C pendant 15 secondes) qui a pour but d’éliminer tout germe pathogène (mauvais microbe). La flore utile du lait est aussi détruite (celle qui participe à l'affinage du fromage).
- Lait micro filtré : Un système de membranes extrêmement fines qui retient les bactéries. Selon un affineur « le résultat final sera des fromages très homogènes au niveau goût mais sans grand caractère ! »[6].

### Standardisation du lait

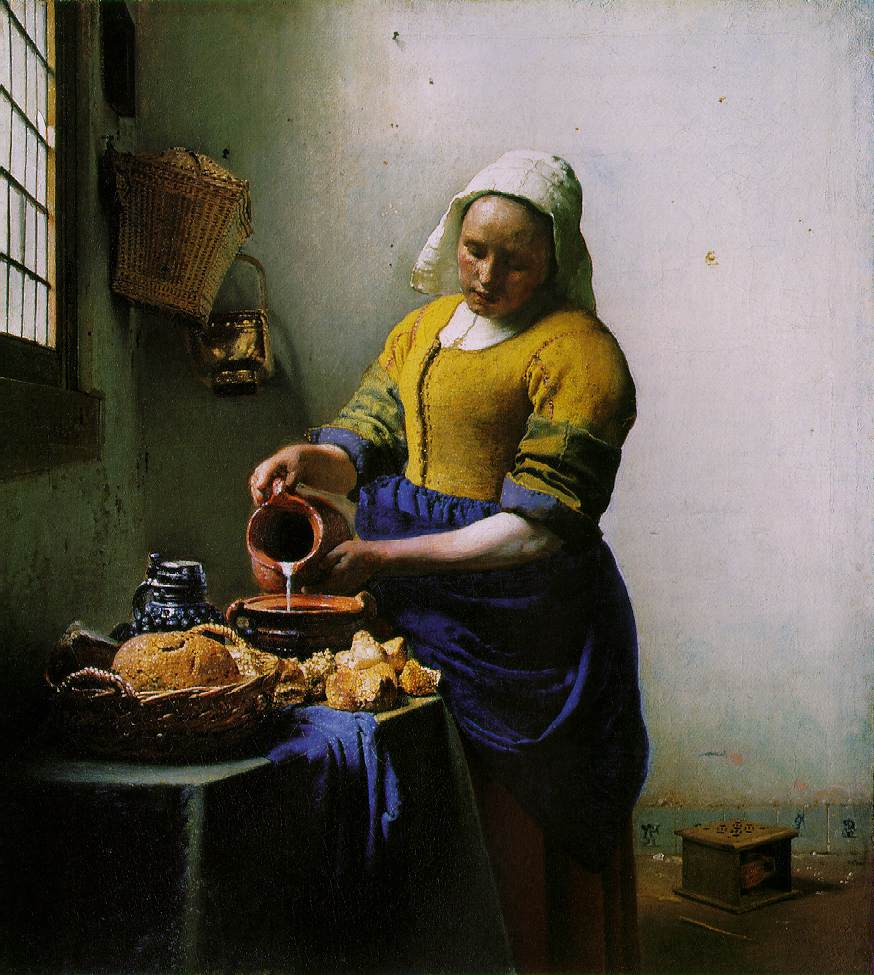
Johannes Vermeer, La Laitière

Afin de disposer d'une matière première homogène, l'industrie laitière standardise le lait cru. La standardisation consiste à ajuster le taux de matières grasses, de protéines, voire d'eau contenu dans le lait.
- Standardisation en matières grasses ;
- Standardisation en protéines.

Ainsi, le lait standardisé par l'industrie laitière a toujours le même taux de matières grasses alors que le lait cru est plus ou moins gras au cours de la saison. La matière grasse récupérée sert à d'autres fabrications (crème, beurre…).
En Amérique du Nord, les contenants de lait dans les magasins sont le plus souvent de deux litres au Canada et comparables mais en mesures impériales aux États-Unis. Sous sa forme transformée, on trouve dans le commerce de la grande distribution le lait pasteurisé sous forme de :
- lait entier normalisé ;
- lait UHT ;
- lait écrémé ou demi-écrémé.

Le laitier est la personne qui transforme le lait dans une laiterie. C'est aussi le commerçant qui le vend.

## Études par pays
Des études par pays sur l'industrie laitière sont effectuées par les organismes gouvernementaux d'aide à l'exportation. Notamment, le Département de l'Agriculture des États-Unis et Agriculture et Agroalimentaire Canada en publient gratuitement sur leurs sites internet, et diffusent aussi celles-ci sur le site Globaltrade.net.

## Industrie en France

### Organisation de la profession

#### Fédérations
- FNPL : Fédération Nationale des Producteurs de Lait
- OPL : Organisation des producteurs de lait/ Coordination rurale
- FNCL : Fédération Nationale des Coopératives Laitières
- FNIL : Fédération Nationale des Industries Laitières

Des fédérations dépendent :
1. ATLA : Association de la Transformation Laitière Française, association ayant 2 adhérents : la FNCL et la FNIL.
2. CNIEL : Centre National Interprofessionnel de l'Économie Laitière et FIL France (Association Laitière Française)
3. ANICAP : Association Nationale Interprofessionnelle Caprine
4. CNAOL : Conseil National des Appellations d'Origine Laitières

#### Syndicats de produits
- SFPP : Syndicat des Fromages à Pâte Pressée
- SIGF : Syndicat Interprofessionnel des Fromages à Pâte Pressée Cuite
- SYNDIFRAIS : Syndicat National des Fabricants de Produits Laitiers Frais
- SYNDILAIT : Syndicat National des Fabricants de Lait de Consommation
- SYNDIFONTE : Chambre Syndicale Française des Industriels Fondeurs de Fromage
- SPPAIL : Syndicat Professionnel des Producteurs d'Auxiliaire pour l'Industrie Laitière
- Loi de 1884 régissant les syndicats professionnels (forme juridique des trois fédérations et des syndicats de produits, excepté le SFPP qui est une association loi de 1901)

### Production
La production de lait en France se répartit en 2008, sur un total de collecte de 23 milliards de litres :
- no 1 : Lactalis avec 5,5 milliards de litres
- no 2 : Yoplait avec 2,2 milliards de litres
- no 3 : Laïta (regroupement réalisé en 2008 entre trois coopératives : Coopagri Bretagne, Terrena et Even) avec 1,5 milliard de litres

### Consommation en France
22,2 milliards de litres de lait sont collectés et livrés à plus de 700 sites de transformation qui emploient 60 000 personnes. La plupart de ces 22,2 milliards de litres sont consommés sous une autre forme que du lait liquide, qui ne constitue que 11 % de la collecte. Le chiffre d'affaires de l'industrie laitière en France est de 23,4 milliards d'euros. Les deux tableaux ci-dessous regroupent les statistiques 2007 relatives à la production et à la transformation du lait.
| Produit                                   | part en % | poids de produits final en tonne sauf lait liquide |
| Fromages                                  | 38 %      | 1 750 000                                          |
| Beurre                                    | 20 %      | 411 000                                            |
| Lait en poudre                            | 12 %      | 517 000                                            |
| Laits conditionnés                        | 11 %      | 3,8 milliards de litres                            |
| Yaourts et desserts                       | 7 %       | 2 200 000                                          |
| Crème                                     | 6 %       | 351 000                                            |
| Total des produits de grande consommation | 75,5 %    |                                                    |
| Poudre de lactosérum                      | 4 %       | 629 000                                            |
| Caséines                                  | 2 %       | 38 000                                             |
| Total des produits industriels            | 24,5 %    |                                                    |

| Produits de 1re transformation        |        |
| Beurres vrac                          | 4,8 %  |
| Poudres maigres                       | 4,7 %  |
| Poudres grasses                       | 2,8 %  |
| Caséines/Caséinates                   | 1,3 %  |
| Lactosérum en poudre                  | 3,5 %  |
| Total des Produits Industriels        | 17,1 % |
| Laits liquides                        | 11,5 % |
| Laits concentrés conditionnés         | 0,1 %  |
| Produits frais                        | 26,9 % |
| Crèmes conditionnées                  | 5,8 %  |
| Beurres conditionnés                  | 5,2 %  |
| Fromages (hors frais)                 | 30,2 % |
| Total produits de grande consommation | 79,7 % |
| Total 1re transformation              | 96,8 % |
| Produits de 2de transformation        |        |
| Fromages fondus                       | 2,6 %  |
| Poudres infantiles                    | 0,5 %  |
| Autres poudres cond.                  | 0,1 %  |
| Total 2de transformation              | 3,2 %  |
| Total général                         | 100 %  |

### Au niveau international
En 2007, la France a importé 4,4 millions de tonnes de produits laitiers, notamment du beurre, de la crème fraîche et du lait concentré sucré, principalement issus de l'Union européenne. Parallèlement, elle a exporté 9,2 millions de tonnes de produits laitiers, principalement du lait (Espagne et Italie), du fromage (monde entier), et des yaourts (Espagne et Union Européenne).

## Traitement

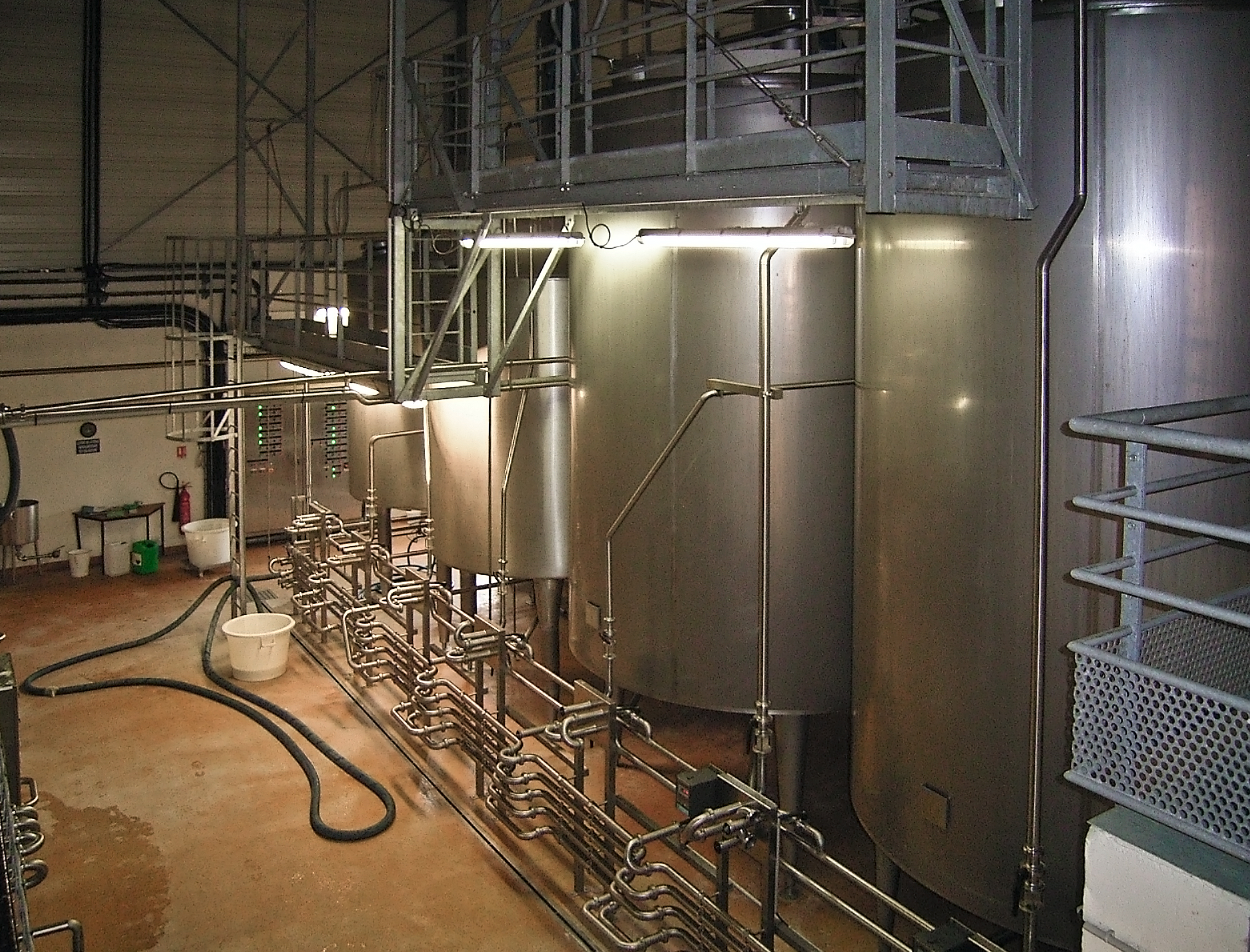
Réservoirs de lait dans une fromagerie en Seine-et-Marne

Pour conserver le lait cru à long terme, il est nécessaire de transformer le lait en fromage ou de détruire les micro-organismes qu'il contient. Plusieurs procédés existent aujourd'hui :
- Ultra Haute Température
- stérilisation
- Pasteurisation
- Thermisation
- Microfiltration

## Impacts environnementaux
Ils varient beaucoup selon le type de sol, et d'élevage (de l'élevage extensif à l'élevage hors-sol industriel en passant par l'élevage biologique), notamment en matière de biodiversité et d'émissions de gaz à effet de serre, ou de risques écoépidémiologiques.
Le programme Life + soutient un projet dit « LIFE Carbon dairy » porté par l'Institut de l'élevage et visant à « promouvoir une approche qui conduira à une réduction de 20 % des émissions de gaz à effet de serre du secteur laitier sur une période de 10 ans » ; grâce à des outils destinés aux agriculteurs et à leurs conseillers techniques afin qu'ils puissent évaluer l'impact carbone des modes d'élevage, ainsi que leurs émissions de gaz à effet de serre. Le projet « met également l’accent sur la préservation du carbone stocké dans les sols, la promotion de systèmes d’élevage innovants et des pratiques qui y sont associées, et l'élaboration d'une feuille de route en matière climatique pour la production laitière, accompagnée de plans d’action adaptés à chaque système de production. Pertinent en matière de lutte contre le changement climatique ».
Le bilan énergétique en agriculture appliqué à des élevages bovins laitiers français montre une grande diversité des consommations d'énergies directes et indirectes : de 2 948 MJ à 6 361 MJ pour produire 1 000 litres de lait, en moyenne des quartiles inférieur et supérieur. Ces différences proviennent surtout du recours plus ou moins important à l'alimentation extérieure pour le bétail et à la fertilisation minérale azotée des cultures fourragères.
Les fromageries industrielles vendent leurs fromages sur des circuits longs. Sorti d'usine, le fromage passe par un grossiste ou une centrale d'achats puis se retrouve ensuite chez un détaillant situé sur le territoire national ou à l'étranger. Les fromages industriels parcourent de nombreux kilomètres avant d'arriver dans l'assiette du consommateur. Ils font partie des systèmes agroalimentaires modernes fortement consommateurs de ressources énergétiques, notamment à cause du transport routier.

## Impacts sur le développement rural
L'industrie agroalimentaire fait vivre certaines campagnes car elle maintient le tissu de producteurs laitiers dans certaines zones rurales (notamment les zones d'AOP) pour qui elle est l'une des principales ressources.
Cependant elle participe à la transformation de la campagne non sans impacts négatifs :
- Modification des paysages : en s'agrandissant, les fermes se modernisent, elles utilisent de plus gros tracteurs, suppriment des haies, des talus et des rivières pour avoir des parcelles plus grandes. Cela conduit à un appauvrissement du paysage.
- Réduction de la biodiversité : l'agrandissement des fermes conduit à une diminution de la biodiversité pour les mêmes raisons que celles évoquées ci-dessus.
- Vidage des campagnes : des fermes plus grosses, mécanisées et automatisées se traduisent par une baisse des besoins en main-d’œuvre.

## Bien-être animal
Avec les conditions actuelles, le bien-être animal tend à être fortement affecté. Lors de la traite, qui peut prélever jusqu'à 60 litres de lait par jour à une vache, les mammites sont fréquentes. Par ailleurs, bien que les fermes familiales soient encore majoritaires, l'industrie laitière voit se démocratiser depuis quelques années de plus grands élevages tel que celui de la ferme des mille vaches. Dans ces nouvelles "fermes", les vaches sont enfermées leur vie entière et n'ont ainsi plus d'accès aux pâtures. Pour éviter ce problème, certains labels comme le label Agriculture biologique garantissent aux vaches un accès au pâturage.
Conséquence subsidiaire de l'industrie laitière, le vêlage, qui résulte d'une insémination artificielle, entraîne chaque année la naissance d'un veau pour maintenir la lactation de la vache. Ce veau est généralement retiré à sa mère deux jours après sa naissance. Pour les deux êtres, cette séparation engendre un stress important.

## Les principaux groupes laitiers

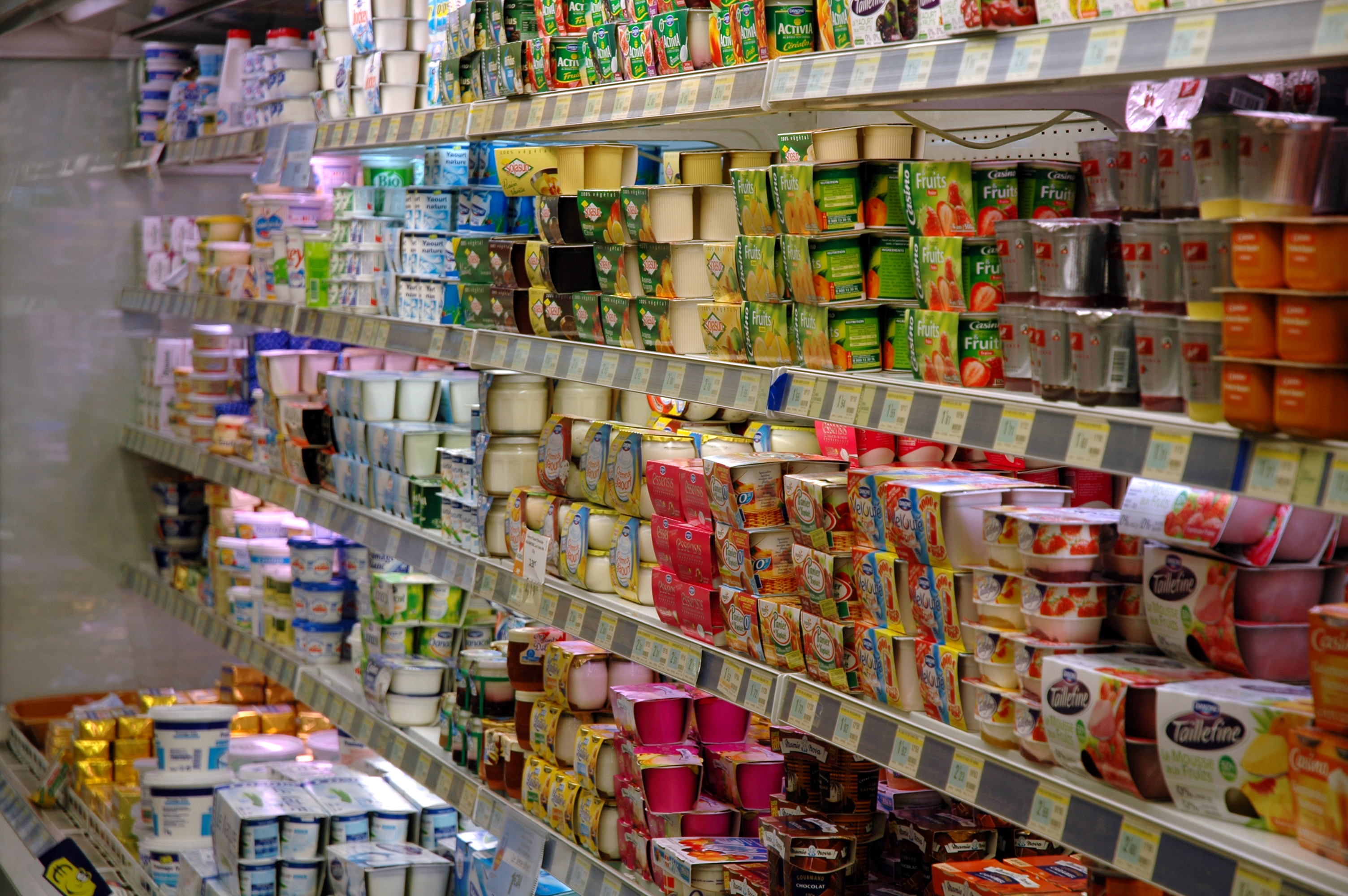
Yaourts et desserts dans un supermarché français.

### Classement par taille
Classement par ventes annuelles 2006, en milliards de dollars américains :
- Nestlé (Suisse) : 18,6 milliards de dollars.
- Lactalis (France) : 10,4
- Groupe Danone (France) : 10
- Dean Foods (États-Unis) : 9,3
- Arla Foods (Danemark) : 8,7
- Fonterra (Nouvelle-Zélande) : 8,5
- Dairy Farmers of America (États-Unis) : 7,9
- Kraft Foods (États-Unis) : 6.4
- Yili (Chine) : 5,9[14].
- Unilever (Pays-Bas/Royaume-Uni) : 5,5
- Friesland Foods (Pays-Bas) : 5,5
- Agropur (Canada) : 3
- Sodiaal (France) : 2,5
- Entremont Alliance (France) : 2